# Trådtoppet tornhale
Trådtoppet tornhale (latin: Discosura popelairii) er en kolibriart, der lever i Andesbjergene fra Colombia til Peru.